# Imhoff

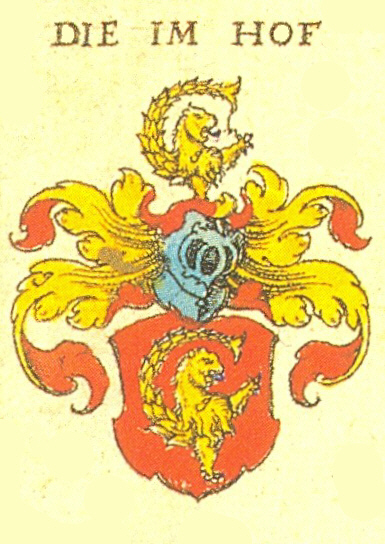
Herb rodu z augsburskiego patrycjatu

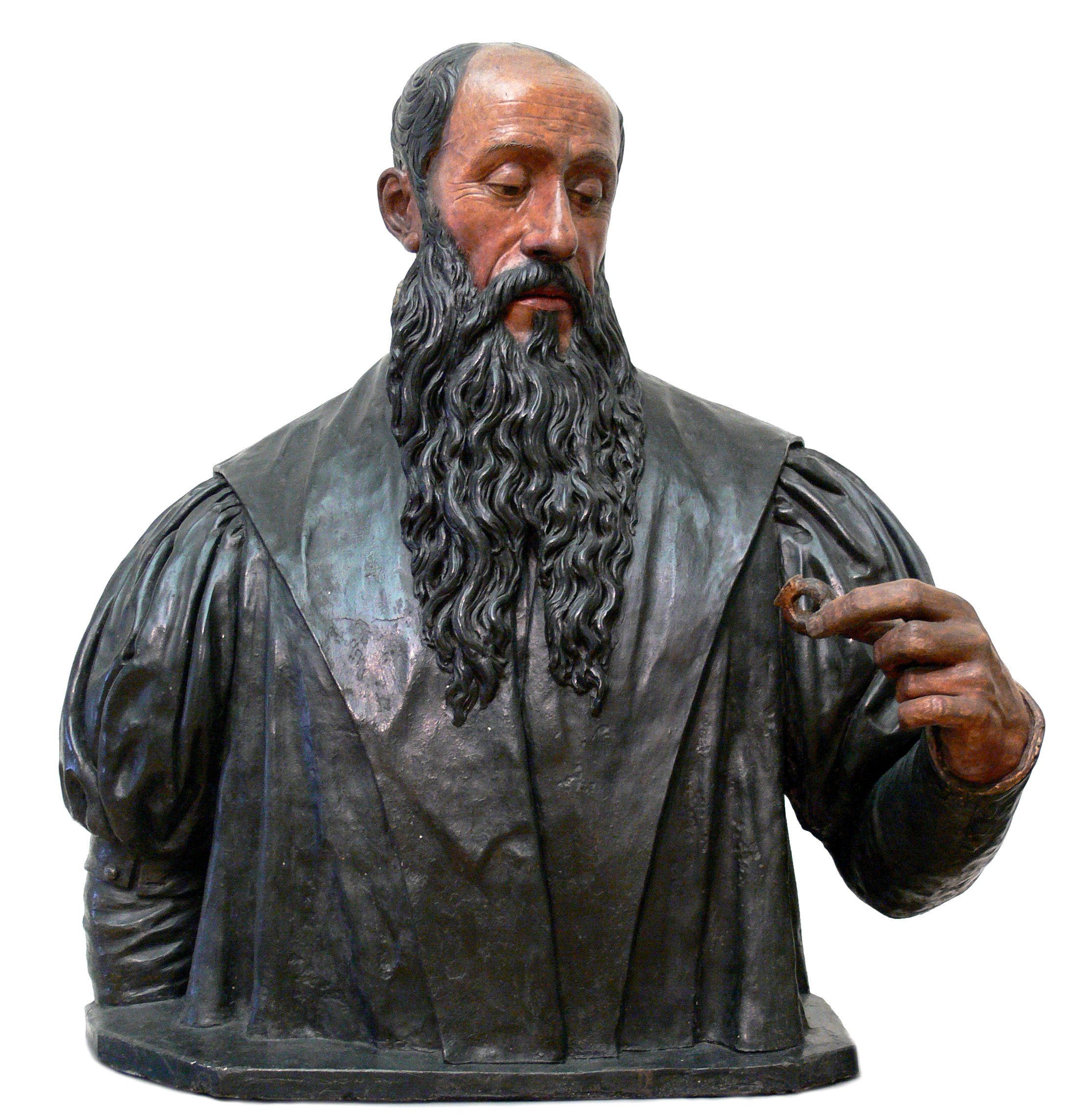
Jeden z przedstawicieli rodu

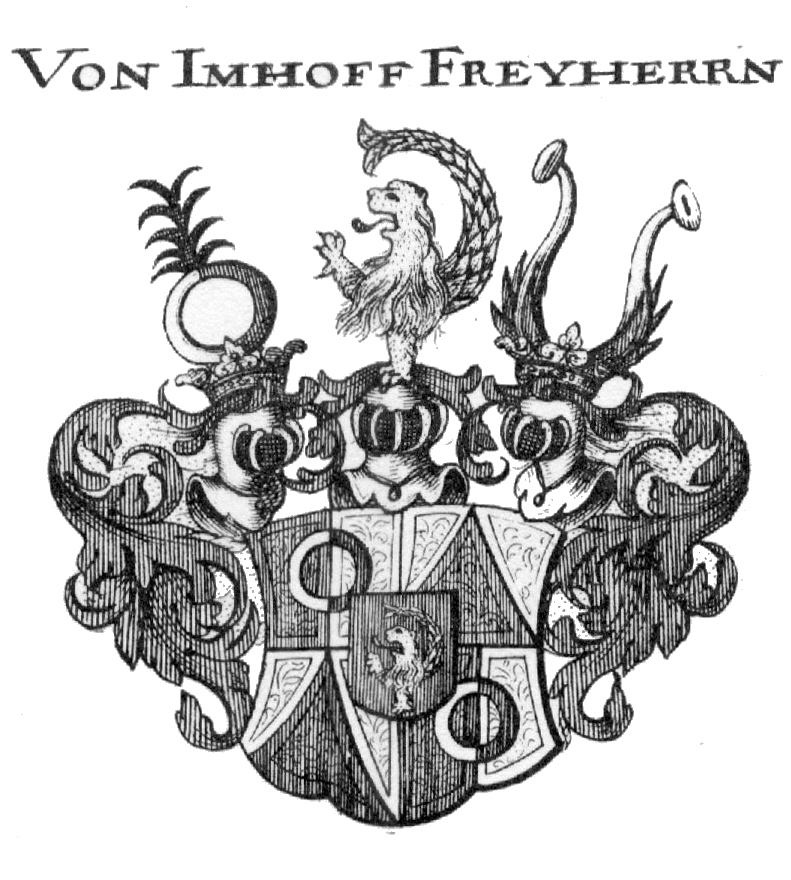
Herb szlachecki augsburskich Imhoffów

Imhoff (również Imhof) – jeden z najstarszych niemieckich rodów patrycjuszy, zamieszkiwał Augsburg i okolice, po raz pierwszy wymieniony w XIII wieku. Przez prawie czterysta lat członkowie rodu pełnili wysokie urzędy miejskie, pełnili również służbę w cesarskim rycerstwie.

## Historia rodu
Za protoplastę rodu uznaje się Hansa im Hof (ur. 1260 zm. 1341), członka rady miasta Lauingen. Potomkowie Imhofa wzbogacali się dzięki pełnieniu wysokich funkcji w miejskich urzędach oraz handlu. Z Lauingen ród osiedlał się w miastach Frankfurt, Kolonia i Strasburg, w których zakładał nowe oddziały handlowe i składy. W 1381 Imhoffowie byli już potężnym rodem, który zbudował własne szlaki handlowe łączące Wenecję, Norymbergę i północne miasta Niemiec z Europą Wschodnią.
W 1441 Imhoffowie zdominowali w Wenecji Izbę Handlową, dzięki czemu wzbogacali się na handlu przyprawami, wschodnimi jedwabiami, płótnami, winami, węglem, wyrobami stalowymi, tytoniowymi, skórami i bronią. Od II połowie XV wieku Imhoffowie zaczęli inwestować w górnictwo, w tym również na Śląsku. Oprócz dotychczasowych biur handlowych w Wenecji, Salzburgu, Linzu, Pradze, Brnie, Ołomuńcu Imhoffowie stworzyli nowe składy w Neapolu, Aquili, Mesynie, Lyonie, Saragossie, Lizbonie, Antwerpii i Amsterdamie. W 1510 Imhoffowie założyli jedną z fabryk w Bari.
W 1505 trzech członków rodu w celach handlowych odbyło podróż do Indii. Od 1540 wzrastało znaczenie rodu, który zaangażował się w udzielanie pożyczek pieniężnych dla francuskiej, hiszpańskiej i portugalskiej korony oraz książąt Bawarii.
W 1565 Imhoffowie osiągnęli swoją największą potęgę. Sieć handlowa obejmowała m.in. miasta Lubekę, Kraków, Pragę, Wenecję, Aquilę, Lizbonę, Antwerpię i Amsterdam.
W XVI i XVII wieku znaczenie Imhoffów zaczyna maleć.

## Znani przedstawiciele rodu
- Peter Imhoff (1444–1528) założyciel augsburskiej linii katolickiej
- Hans V. Imhoff (1461–1522) założyciel linii protestanckich
- Anna Imhoff, żona uczonego, lekarza, doktora nauk medycznych, wykładowcy i patrycjusza, Johanna Hansa Junga (1425-1505), była matką Ambrosiusa Junga (1471-1548)
- Andreas I. (Endres) Imhoff (1491–1579) dzięki niemu ród zyskiwał nowe faktorie handlowe
- Willibald Imhoff (1519–1580) przemysłowiec i kolekcjoner dzieł sztuki
- Antoni Albrecht Imhoff (ur. 1653, zm. 1715) sekretarz Augusta II Mocnego, prezydent izby skarbowej.
- Gustaaf Willem Imhoff (1705–1750) generalny gubernator Niederländisch-Ostindien w Batawii.
- Christoph Andreas IV. Imhoff (1734–1807) numizmatyk, kolekcjoner dzieł sztuki, założył największy zbiór monet, który wzbogacił Germanisches Nationalmuseum.

## Występowanie herbu Imhoff w heraldyce terytorialnej
- Untermeitingen